# Porta Faulle
Porta Faul è un'antica porta di Viterbo che dà accesso ad un Valle di Faul, la cui parte superiore è attualmente demolita.
Costruita in memoria di un nubifragio del 1454, la sua costruzione fu autorizzata da Alessandro Farnese.
Secondo la tradizione, "Faul" erano le iniziali dei castelli che unendosi formarono la città di Viterbo.